# Schlossbrauerei Hohenlimburg

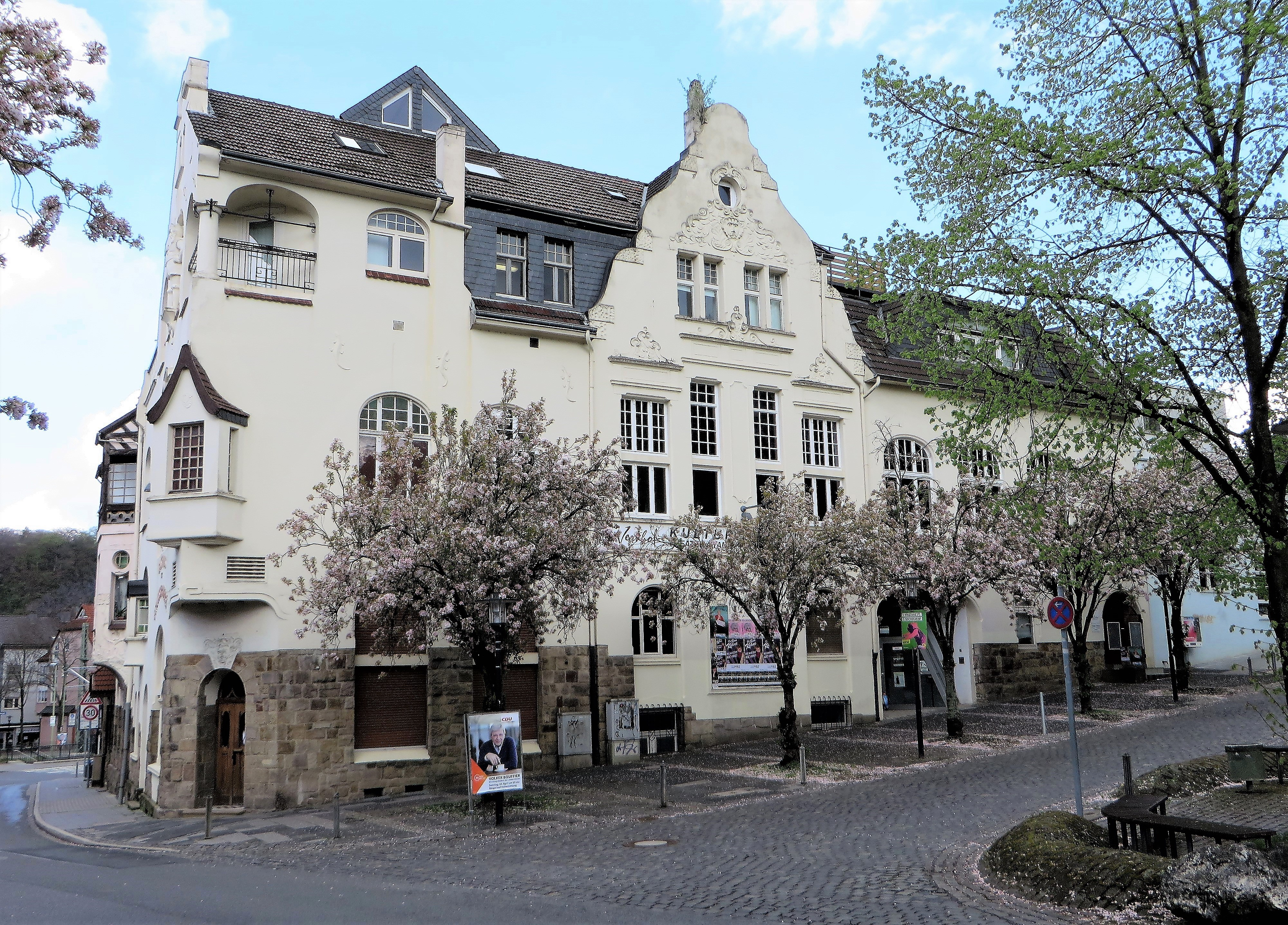
Herrenstraße 17 in Hohenlimburg: letzter Sitz der Brauerei und Gaststätte

Die Schlossbrauerei Hohenlimburg Lücke und Wiemer war eine Brauerei in Hohenlimburg, heute Stadtteil von Hagen. Sie wurde 1857 vom Dröscheder Brauer Heinrich Theodor Lücke gegründet. Dieser baute die bereits vorhandene Braugaststätte Bierbank aus und professionalisierte die Bierproduktion mit einem neuen Kesselhaus. Zwischen 1886 und 1902 führte er die Brauerei gemeinsam mit August Wiemer unter dem Namen Lücke & Wiemer, Schloßbrauerei, bevor er sie seinem Sohn Carl übergab. Wichtigste Sorten waren Pils und Bockbier.
Carl modernisierte die Brauereigebäude und die Gaststätte und ließ das heute denkmalgeschützte Jugendstilgebäude Herrenstraße 17 errichten. Es wurde zwischen 1906 und 1908 von dem Hohenlimburger Architekten und Baumeister Albert Loose (1867–1939) erbaut. Der Komplex erfreut das Auge nicht nur mit zahlreichen zeitgeisttypischen „malerischen“ Details wie Erker, Zierfachwerk, Säulen und Balkonen, sondern auch mit floralen Jugendstil-Verzierungen und mit der Figur des Gambrinus, des sagenhaften Erfinders des Bieres, im Giebel.
Nach dem Ersten Weltkrieg wurde 1920 der Braubetrieb eingestellt. Saal und Gastwirtschaft blieben jedoch weiter genutzt, bis die Gaststätte in den 1960er Jahren geschlossen wurde. 1986 übernahm das Gebäude der Werkhof Hohenlimburg, der es zu einem Kulturzentrum umgestaltete. Veranstaltungsort für Konzerte, Kabarett und Tanz sowie in der Katakombe auch für Theatergruppen wie das „Theater unterm Schloss“.
Das Gebäude Herrenstraße 17, in der sich die Schlossbrauerei Hohenlimburg befand, wurde am 16. August 1995 in die Liste der Baudenkmäler der Stadt Hagen eingetragen.